# Alessandro Zanni
Alessandro Zanni (Údine, 31 de enero de 1984) es un exjugador de rugby italiano. Su posición habitual era la de n.º 8, pero en el equipo nacional jugaba en la posición de flanker del lado abierto, o en la posición de flanker del lado cerrado o ciego.
Zanni se estrenó con la selección de rugby de Italia en noviembre de 2005 en un partido contra Tonga. También jugó con Italia durante el torneo de las seis naciones de 2006, 2007 y en los internacionales de otoño de 2006, así como los seis naciones de todos los años posteriores, incluido el Torneo de 2013, en el que salió como titular en los cinco partidos. Logró el único ensayo del partido contra Escocia, el del honor, en los últimos minutos del partido.
Con un 11% de los votos, Alessandro Zanni quedó segundo en la elección del Mejor Jugador del Torneo -el ganador, Leigh Halfpenny, obtuvo el 40% de los 80.000 votos emitidos en línea. Tercero quedó Stuart Hogg con un 8%.
Seleccionado para la Copa Mundial de Rugby de 2015, Zanni anotó un try en la victoria de su equipo sobre Rumanía 32-22.